# Jóhann Sigurjónsson
Jóhann Sigurjónsson, né à Laxamýri le 19 juin 1880 et mort à Copenhague le 31 août 1919, est un dramaturge et poète islandais qui a écrit aussi bien en danois qu'en islandais. Il est essentiellement connu pour ses pièces de théâtre inspirées des sagas et du folklore islandais : Eyvind de la montagne (Fjalla-Eyvind, 1911), que Victor Sjöström a adapté au cinéma sous le titre Les Proscrits ; Galdra-Loftur (1915) ; et Le Menteur (Løgneren, 1917). 